# Cara Lott
Cara Lott (Huntington Beach, 6 agosto 1961 – Orange County, 19 marzo 2018) è stata un'attrice pornografica statunitense, inserita nella AVN Hall of Fame e nella Legends of Erotica Awards Hall of Fame nel 2006.

## Biografia
Cara Lott è nata a Huntington Beach dove è cresciuta in una famiglia cattolica. All'età di 18 anni, ha iniziato la sua carriera nell'industria per adulti dopo aver chiesto ad una sua amica di fotografarla in lingerie. Ha inviato le immagini alla rivista Hustler che l'ha inserita sulla copertina del numero del 1981. Ha, quindi, cominciato a lavorare come modella erotica e recitare in film per adulti. 
Nel 1991 ha preso una pausa dall'industria ed è tornata al college per completare il percorso in Scienze della Salute. Tra il 1997 e il 1998 ha ricominciato a girare alcune scene e nel 2006 è stata inserita nella Hall of Fame dagli AVN Awards.
Dopo il ritiro, si è ammalata di diabete e di una malattia cronica renale e il 19 marzo 2018 si è tolta la vita.

## Riconoscimenti
- AVN Awards
  - 2006 – Hall of Fame[5]